# Conseil législatif de Victoria
Pour les autres articles nationaux ou selon les autres juridictions, voir Conseil législatif.
60e législature du Victoria
Parliament House
Le Conseil législatif de Victoria (en anglais : Victorian Legislative Council) est la chambre haute du Parlement de Victoria, un État de l'Australie. Elle siège à Melbourne, la capitale de l'État. 
Le Conseil législatif compte 40 membres, élus pour un mandat fixe de quatre ans. Chaque membre est élu selon un système proportionnel et préférentiel en utilisant la méthode du vote unique transférable à raison de cinq conseillers pour chacune des huit régions de l'État.

## Système électoral
Le conseil est doté de 40 sièges pourvus pour quatre ans au scrutin à vote unique transférable dans huit circonscription électorales de cinq sièges chacune. Dans ce mode de scrutin, à finalité proportionnelle, les électeurs classent au moins autant de candidats que de sièges à pourvoir par ordre de préférences en écrivant un chiffre à côté de chacun de leurs noms sur le bulletin de vote, 1 étant la première préférence,. Depuis une réforme de la loi électorale entreprise en 2006, les élections sont fixées tous les quatre ans au dernier samedi du mois de novembre,. 

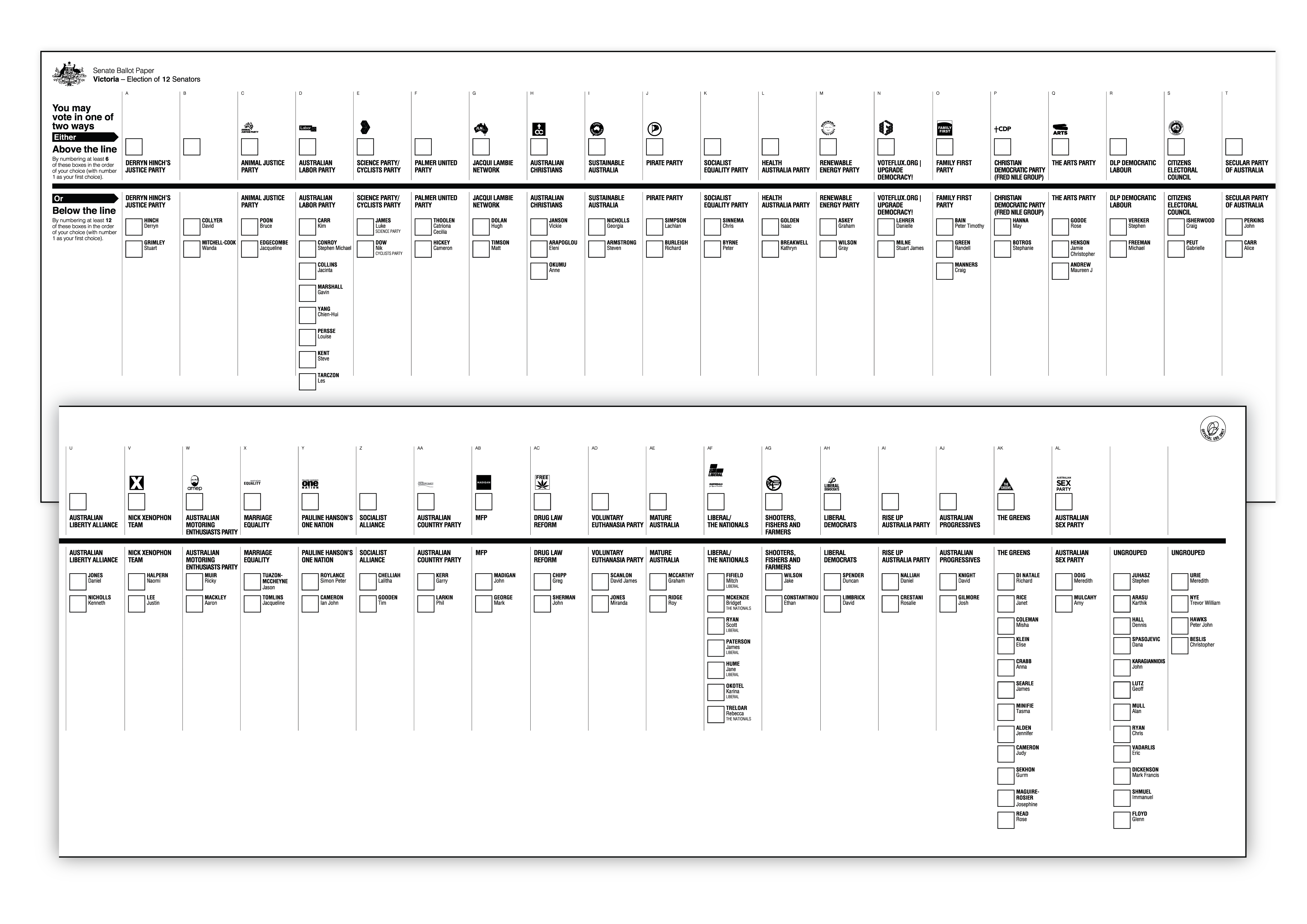
Exemple de bulletin de vote utilisé au Conseil

Dans la pratique, les candidats sont regroupés sur le bulletin de vote par partis, et les électeurs peuvent librement sélectionner l'ensemble des candidats de ce parti ou sélectionner des candidats de partis différents. Les électeurs ont cependant la possibilité de voter directement pour le parti de leur choix en cochant une seule case, auquel cas l'ensemble de leurs préférences sont attribuées aux candidats présentés par le parti dans l'ordre proposé par ce dernier. Les bulletins de vote sont imprimés avec les partis disposés horizontalement au-dessus d'une ligne sous laquelle leurs candidats sont disposés en colonnes verticales. Un vote directement par candidats est ainsi couramment appelé « En dessous de la Ligne » (Below the Line) et un vote par partis « Au dessus de la ligne » (Above the Line),. 
Les partis ne sont pas contraints de présenter autant de candidats que de sièges à pourvoir et tendent à en présenter un nombre restreint afin de limiter la dispersion des voix de leurs électeurs, notamment chez les petits partis,.
Au moment du dépouillement, il est d'abord établi le quota de voix à atteindre par un candidat pour obtenir un siège en divisant le nombre de votes valides plus un par le nombre de sièges à pourvoir plus un. Les premières préférences sont d'abord comptées et le ou les candidats ayant directement atteint le quota sont élus. Pour chaque candidat élu, les secondes préférences de ses électeurs sont ajoutées au total des voix des candidats restants, permettant éventuellement à ces derniers d'atteindre à leur tour le quota. Si aucun candidat n'a atteint le quota dans la circonscription, ou qu'il reste des sièges à pourvoir après attribution des secondes préférences, le candidat arrivé dernier est éliminé et ses secondes préférences attribuées aux candidats restants. Si un candidat est élu ou éliminé et que ses secondes préférences vont à un candidat lui-même déjà élu ou éliminé, les préférences suivantes sont utilisées, et ainsi de suite. L'opération est renouvelée jusqu'à ce qu'autant de candidats que de sièges à pourvoir atteignent le quota.